# Alessandro di Scozia (principe)
Alaxandair mac Alaxandair, meglio conosciuto come Alessandro di Scozia (Jedburgh, 21 gennaio 1264 – Lindores Abbey, 28 gennaio 1284), è stato un nobile scozzese.
Figlio del re Alessandro III di Scozia ed erede al trono, non salì mai a causa della sua morte prematura.

## Biografia

### Origini e titoli
Alessandro nacque il 21 gennaio 1264 nel castello di Jedburgh, secondogenito del re Alessandro III di Scozia e della regina Margherita d'Inghilterra, preceduto da una figlia di nome Margherita e seguito da un figlio di nome Davide.
Nel 1270 fu nominato conte di Fife, titolo tolto al precedente conte Duncan III perché minorenne (nonostante fosse più grande dello stesso Alessandro). All'incirca nel 1276 Alessandro divenne anche signore di Man, cosa che gli diede molte rendite e "una posizione di dignità quasi reale", rassicurando anche la gente dell'isola sull'efficienza del dominio scozzese da poco stabilito.

### Matrimonio
La madre di Alessandro, la regina Margherita, morì nel 1275. È evidente dalle lettere di Alessandro e di sua sorella che la famiglia rimase sempre vicina allo zio materno, re Edoardo I d'Inghilterra, molto addolorato per la sua morte. Davide, fratello minore di Alessandro, morì nel 1281, anno in cui la loro sorella sposò re Eric II di Norvegia. La morte della regina aveva infatti rimosso il vincolo di parentela con Edoardo I, e Alessandro III voleta tutelarsi cercando nuove alleanze per contrastare l'influenza inglese.
Alessandro III non era intenzionato a risposarsi, preferendo invece organizzare un matrimonio adatto al figlio sopravvissuto ed unico erede Alessandro. A questo proposito nello stesso 1281 il re cominciò a negoziare con Guido di Dampierre, conte delle Fiandre, il matrimonio tra sua figlia Margherita ed il principe. I negoziati andarono in porto, e la coppia si sposò privatamente il 14 novembre 1282 a Roxburgh; il matrimonio ufficiale fu invece celebrato il giorno successivo.

### Morte prematura e conseguenze
La sorella di Alessandro, la regina Margherita di Norvegia, morì di parto nel 1283 dando alla luce una bambina, lasciandolo come unico ed indiscusso erede al trono. Tuttavia egli non le sopravvisse molto: una settimana dopo il suo ventesimo compleanno, il 28 gennaio 1284, anche il giovane Alessandro morì nel suo feudo di Fife mentre era in visita all'abbazia di Lindores, e fu sepolto nell'abbazia di Dunfermline accanto al fratello e alla madre.
Dopo alcuni mesi fu chiaro che la sua vedova non era rimasta incinta, e che sua nipote infante, Margherita di Norvegia, era la nuova erede presuntiva al trono di Scozia. Re Alessandro si affrettò allora a contrarre un secondo matrimonio con Iolanda di Dreux nella speranza di generare nuovi eredi, ma morì nel 1286, facendo così estinguere il casato dei Dunkeld in linea maschile.
La piccola Margherita si trovò così ad ascendere al trono, ma la sua morte prematura nel 1290 fece estinguere la dinastia anche per linea femminile, dando così il pretesto ad Edoardo I d'Inghilterra d'invadere la Scozia per tentare d'imporvi il dominio inglese.

## Discendenza
Alessandro e Margherita non ebbero figli.
Dopo la sua morte, Margherita si risposò con Reginaldo I di Gheldria, e da lei discesero i successivi duchi di Gheldria.

## Ascendenza
|                          |                        |                                    | Genitori                |  |  | Nonni |  |  | Bisnonni              |  |  | Trisnonni        |  |
|                          |                        |                                    |                         |  |  |       |  |  | Guglielmo I di Scozia |  |  | Enrico di Scozia |  |
|                          |                        |                                    |                         |  |  |       |  |  | Guglielmo I di Scozia |  |  | Enrico di Scozia |  |
|                          |                        | Ada de Warenne                     |                         |  |  |       |  |  | Guglielmo I di Scozia |  |  |                  |  |
| Alessandro II di Scozia  |                        |                                    |                         |  |  |       |  |  | Guglielmo I di Scozia |  |  |                  |  |
|                          |                        | Ermengarda de Beaumont             | Riccardo I di Beaumont  |  |  |       |  |  |                       |  |  |                  |  |
|                          |                        | Ermengarda de Beaumont             | Riccardo I di Beaumont  |  |  |       |  |  |                       |  |  |                  |  |
|                          |                        | Ermengarda de Beaumont             | Lucie de l'Aigle        |  |  |       |  |  |                       |  |  |                  |  |
| Alessandro III di Scozia |                        | Ermengarda de Beaumont             |                         |  |  |       |  |  |                       |  |  |                  |  |
|                          |                        | Enguerrand III de Coucy            | Ralph I de Coucy        |  |  |       |  |  |                       |  |  |                  |  |
|                          |                        | Enguerrand III de Coucy            | Ralph I de Coucy        |  |  |       |  |  |                       |  |  |                  |  |
|                          |                        | Enguerrand III de Coucy            | Alix de Dreux           |  |  |       |  |  |                       |  |  |                  |  |
| Maria di Coucy           |                        | Enguerrand III de Coucy            |                         |  |  |       |  |  |                       |  |  |                  |  |
|                          |                        | Marie de Montmirel                 | Jean I de Montmirel     |  |  |       |  |  |                       |  |  |                  |  |
|                          |                        | Marie de Montmirel                 | Jean I de Montmirel     |  |  |       |  |  |                       |  |  |                  |  |
|                          |                        | Marie de Montmirel                 | Helvide de Dampierre    |  |  |       |  |  |                       |  |  |                  |  |
| Alessandro di Scozia     |                        | Marie de Montmirel                 |                         |  |  |       |  |  |                       |  |  |                  |  |
|                          | Giovanni d'Inghilterra | Enrico II d'Inghilterra            |                         |  |  |       |  |  |                       |  |  |                  |  |
|                          | Giovanni d'Inghilterra | Enrico II d'Inghilterra            |                         |  |  |       |  |  |                       |  |  |                  |  |
|                          | Giovanni d'Inghilterra | Eleonora d'Aquitania               |                         |  |  |       |  |  |                       |  |  |                  |  |
| Enrico III d'Inghilterra | Giovanni d'Inghilterra |                                    |                         |  |  |       |  |  |                       |  |  |                  |  |
|                          |                        | Isabella d'Angoulême               | Ademaro III d'Angoulême |  |  |       |  |  |                       |  |  |                  |  |
|                          |                        | Isabella d'Angoulême               | Ademaro III d'Angoulême |  |  |       |  |  |                       |  |  |                  |  |
|                          |                        | Isabella d'Angoulême               | Alice di Courtenay      |  |  |       |  |  |                       |  |  |                  |  |
| Margherita d'Inghilterra |                        | Isabella d'Angoulême               |                         |  |  |       |  |  |                       |  |  |                  |  |
|                          |                        | Raimondo Berengario IV di Provenza | Alfonso II di Provenza  |  |  |       |  |  |                       |  |  |                  |  |
|                          |                        | Raimondo Berengario IV di Provenza | Alfonso II di Provenza  |  |  |       |  |  |                       |  |  |                  |  |
|                          |                        | Raimondo Berengario IV di Provenza | Garsenda di Provenza    |  |  |       |  |  |                       |  |  |                  |  |
| Eleonora di Provenza     |                        | Raimondo Berengario IV di Provenza |                         |  |  |       |  |  |                       |  |  |                  |  |
|                          |                        | Beatrice di Savoia                 | Tommaso I di Savoia     |  |  |       |  |  |                       |  |  |                  |  |
|                          |                        | Beatrice di Savoia                 | Tommaso I di Savoia     |  |  |       |  |  |                       |  |  |                  |  |
|                          |                        | Beatrice di Savoia                 | Margherita di Ginevra   |  |  |       |  |  |                       |  |  |                  |  |
|                          |                        | Beatrice di Savoia                 |                         |  |  |       |  |  |                       |  |  |                  |  |